# Sytuacja prawna i społeczna osób LGBT w Austrii

Tęczowa flaga – symbol społeczności LGBT

Tęczowa flaga w kształcie Austrii

## Prawo wobec kontaktów homoseksualnych
Homoseksualizm w Austrii został zalegalizowany w 1971 roku, ale wiek dopuszczający kontakty homo- i heteroseksualne został zrównany dopiero w 2002 roku w wyniku decyzji Sądu Konstytucyjnego.

## Ochrona prawna przed dyskryminacją
Zakaz dyskryminacji przez wzgląd na orientację seksualną istnieje na szczeblu federalnym w kodeksie pracy od 2004 roku.
Geje, lesbijki i biseksualiści nie są wykluczeni ze służby wojskowej z powodu swojej orientacji seksualnej.

## Uznanie związków osób tej samej płci
Austriackie prawo uznaje konkubinaty homoseksualne od 2003 roku. Jest to konsekwencja decyzji Europejskiego Trybunału Praw Człowieka. Pary tej samej płci otrzymały takie same prawa, jakie miały do tej pory tylko konkubinaty heteroseksualne.
W 1998 roku zmiana w kodeksie karnym włączyła pary tej samej płci do definicji rodziny, pozwalając homoseksualnym partnerom na odmówienie składania w sądzie zeznań przeciwko sobie.
W grudniu 2004 roku socjalistyczna partia SPÖ opowiedziała się za natychmiastowym wprowadzeniem związków partnerskich, włączając w to adopcję dzieci partnerów. Partia ta również popiera pełne prawo do zawierania małżeństw przez pary jednopłciowe. Podobnie w tej sprawie wypowiadają się austriaccy Zieloni.
W lutym 2009 roku minister spraw wewnętrznych Maria Fekter zapowiedziała przygotowanie przez rząd ustawy o rejestrowanych związkach partnerskich. Projekt ustawy ma zostać zaprezentowany jesienią 2009 roku i wejść w życie 1 stycznia 2010 roku.
17 listopada 2009 roku rząd przyjął projekt ustawy o rejestrowanych związkach partnerskich. 10 grudnia 2009 roku ustawa została uchwalona przez parlament. Weszła ona w życie 1 stycznia 2010 roku.
5 grudnia 2017 roku Austriacki Trybunał Konstytucyjny zdecydował, że przepisy zabraniające małżeństw jednopłciowych są dyskryminacyjne i postanowił, że najpóźniej od początku 2019 roku w kraju wolno będzie zawierać takie małżeństwa.

## Życie osóbLGBTw kraju
Według sondażu z 2006 około połowa ankietowanych Austriaków była za legalizacją małżeństw homoseksualnych. Austriacy byli również podzieleni w kwestii adopcji dzieci przez te pary. W 2019 poparcie dla małżeństw homoseksualnych wyrażało 66% Austriaków. Zmieniło się również podejście w kwestii adopcji dzieci przez pary homoseksualne, gdyż w 2013 już 56% mieszkańców Austrii była za tym.
| Poparcie Austriaków wobec:                     | Za | Przeciw |
| ---------------------------------------------- | -- | ------- |
| Małżeństw homoseksualnych (2003)               | 48 |         |
| Małżeństw homoseksualnych (2006)               | 49 |         |
| Małżeństw homoseksualnych (2019)               | 66 |         |
| Adopcji dzieci przez pary homoseksualne (2003) | 32 |         |
| Adopcji dzieci przez pary homoseksualne (2006) | 44 |         |
| Adopcji dzieci przez pary homoseksualne (2013) | 56 |         |

Poparcie dla małżeństw homoseksualnych wyrażają austriackie kościoły protestanckie. Kościół Ewangelicki Augsburskiego Wyznania udziela błogosławieństwa parom homoseksualnym. Z kolei Kościół Ewangelicki Helweckiego Wyznania udziela błogosławieństwa parom homoseksualnym, a także od 2019 uznaje za równe małżeństwa homoseksualne oraz heteroseksualne i zezwala osobom homoseksualnym na zawieranie ślubu kościelny.
Scena gejowska rozwija się w każdym dużym mieście, zwłaszcza w Wiedniu. Działają tam organizacje, publikuje się magazyny o tematyce gejowskiej i organizuje parady gejów i lesbijek. Największa tego typu manifestacja co roku na ulicach Wiednia gromadzi około 100 000 osób.